# 道の駅あっさぶ
道の駅あっさぶ（みちのえき あっさぶ）は、北海道檜山郡厚沢部町にある国道227号の道の駅である。

## 歴史
- 1995年（平成7年）4月11日 - 道の駅に登録される。
- 2016年（平成28年）1月27日 - 国土交通省により平成27年度重点「道の駅」に選定される[1]。

## 主な施設
地元産品の販売や音楽イベントを行っている。
- 営業時間
  - 5月 - 10月 8:30 - 18:00
  - 11月 - 4月 9:00 - 17:00
- 駐車場
  - 普通車：52台
  - 大型車：4台（内1台は定期観光バス優先）
  - 身障者用：2台
- トイレ（いずれも24時間利用可能）
  - 男：大 3器、小 5器
  - 女：5器
  - 身障者用：1器
- 公衆電話：1台

## 休館日
- 年末年始（12月30日 - 1月5日）
- 11月頃に1日程休館日有り

## アクセス
- 国道227号
- 北海道道634号城丘江差線（国道227号重複区間）

## 周辺
- 厚沢部川
- 厚沢部町役場